# Schneeburg (Welden)
Der frühmittelalterliche Ringwall Schneeburg liegt etwa eineinhalb Kilometer südlich des Marktes Welden (Landkreis Augsburg, Schwaben) auf einem markanten Ausläufer des Streitheimer Forstes über dem Tal der Laugna. Die Erdwerke der großen Wehranlage lassen sich noch gut im Gelände verfolgen.

## Geschichte
Wie bei den meisten prähistorischen und frühgeschichtlichen Bodendenkmalen fehlen auch hier jegliche schriftlichen Überlieferungen zur Geschichte und Zeitstellung.
In ihrer heutigen Form sind die teilweise gut erhaltenen Erdwerke und Wallgräben dem Frühmittelalter zuzuordnen. Der Burgplatz wurde jedoch bereits seit der Bronzezeit benutzt. Bei einer Rettungsgrabung anlässlich der Anlage eines Holzabfuhrweges wurden im Bereich des älteren Teiles Keramikscherben dieser Zeitstellung (ca. 1200–1400 v. Chr.) in einem Spitzgraben gefunden. Der Siedlungsplatz scheint durch einen Plankenzaun gesichert gewesen zu sein.
In karolingischer Zeit lag vielleicht ein kleinerer Herrenhof auf dem Hügelsporn, der später zu einem größeren Herrensitz ausgebaut wurde. Die Größe der Anlage spricht für eine bedeutende Wehranlage aus der Zeit des Landesausbaues, etwa eine Grafenburg. Während der Ungarneinfälle des 10. Jahrhunderts diente die Schneeburg sicherlich auch als Schutzburg für die Bewohner dieses Gebietes und als Truppensammelplatz. Die Ostseite der Vorburg zeigt die typische Staffelung des Wallgrabensystems ungarnzeitlicher Burganlagen. Die magyarischen Reiterkrieger sollten so auf Distanz gehalten werden. Allerdings bestehen solche Befestigungssysteme meistens aus reinen Erdschüttungen, die Wallkronen waren nur durch Palisadenreihen oder Plankenzäune bewehrt. Die Wälle der Schneeburg sind jedoch durch den Versturz aufwändiger Holz-Erde-Konstruktionen entstanden. Der Vorwall der Vorburg war sogar mit einer Trockenmauer aus Nagelfluh und Sandstein verblendet. Auch die relativ geringen Wallhöhen und Grabentiefen sprechen gegen die Hauptfunktion der Schneeburg als nur zeitweilig genutzter Ungarnwall.
In einer letzten Befestigungsphase entstand auf diesen – mittlerweile verstürzten – Mauerzügen im 11. Jahrhundert eine Palisadenumgürtung. Brandspuren deuten hier auf den endgültigen Untergang der Burg infolge kriegerischer Auseinandersetzungen.
1972/73 konnte der Arbeitskreis für Vor- und Frühgeschichte des Landkreises Augsburg die Schneeburg im Zuge der erwähnten Rettungsgrabung archäologisch untersuchen und die aufgeführten Befunde sichern. Heute führt der Ludwig-Ganghofer-Rundwanderweg durch das Burgareal. Eine moderne Informationstafel weist den Wanderer auf die Bedeutung des Bodendenkmales hin.

## Beschreibung

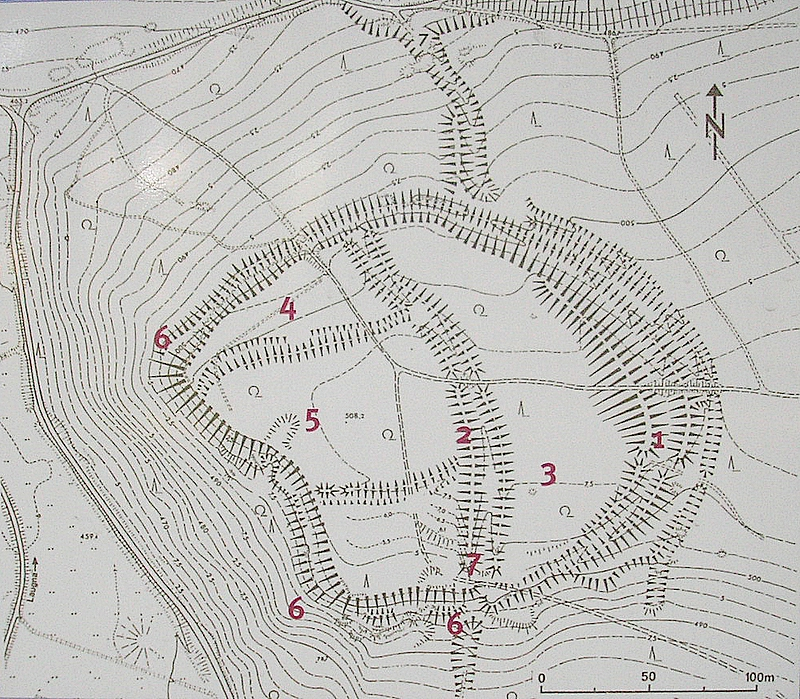
Plan auf der Infotafel im Inneren der Anlage

Die Schneeburg liegt etwa 50 Höhenmeter über dem Laugnatal auf einem nach Westen vorspringenden Geländesporn (ca. 510 m ü. NN). Nach Osten schützt das gestaffelte Wallsystem der Vorburg den Burgplatz, die übrigen Seiten fallen steil bis mäßig steil in Tal ab.
Die Anlage (etwa 250 × 200 Meter) besteht aus der geräumigen Haupt- und der großen Vorburg im Osten gegen die Hochfläche. Im Inneren der Kernburg sind noch die Wälle der Vorgängeranlage (ca. 120 × 80 Meter) erkennbar. Der südliche Wallzug ist noch etwa einen Meter hoch und verläuft nach Westen zu Hangkante. Dort ist ein kleiner Teil des Areals der Hangerosion zum Opfer gefallen.
Auch der vorgelegte Hanggraben um das Burgplateau ist teilweise nur noch schwach erkennbar, an anderen Stellen jedoch gut erhalten. Gegen die Vorburg sichert ein bogenförmiger Doppelwall mit dazwischen liegendem Graben das Gelände. Von der Grabensohle gemessen beträgt die Wallhöhe im Süden etwa fünf bis sechs Meter. Auf der Innenseite ist der Wall bis zu 1,50 Meter hoch. Auf der Südseite hat sich das Befestigungssystem generell besser erhalten als im Norden.
Der Innenwall der Vorburg ist nur bis zu vier Meter hoch, die Vorwälle sind deutlich niedriger. Der Außengraben vor dem doppelten bzw. dreifachen Wallsystem ist noch etwa einen Meter tief.
Der alte Burgweg dürfte von Norden in einer Rinne den Hang heraufgeführt und an der Vorbefestigung nach Süden geführt haben. Wahrscheinlich lag das Haupttor an der auf dem Plan mit der Nr. 7 markierten Stelle an der Hangkante. Die sonstigen Walldurchbrüche gehen auf die Anlage neuzeitlicher Holzabfuhrwege zurück. 
Die in der spärlichen Literatur gelegentlich erwähnten ungarnzeitlichen Reiterannäherungshindernisse (siehe Haldenburg, Schwabegg) vor dem Wallsystem der Vorburg lassen sich bei einer heutigen Geländebegehung nicht eindeutig identifizieren.
Das Bayerische Landesamt für Denkmalpflege verzeichnet das Bodendenkmal als Siedlung der Bronzezeit und Ringwall des Frühmittelalters unter der Denkmalnummer D 7-7530-0007.